# Moraea angusta
Moraea angusta är en irisväxtart som först beskrevs av Carl Peter Thunberg, och fick sitt nu gällande namn av Ker Gawl. Moraea angusta ingår i släktet Moraea och familjen irisväxter. Inga underarter finns listade i Catalogue of Life.